# 长毛香科科
长毛香科科（学名：Teucrium pilosum），为唇形科香科科属下的一个种。

## 扩展阅读
維基物種上的相關：长毛香科科